# Opsieobuthus tungeri
Espèce
Opsieobuthus tungeri est une espèce fossile de scorpions de la famille des Centromachidae.

## Distribution
Cette espèce a été découverte en Allemagne en Saxe dans la forêt pétrifiée de Chemnitz (de). Elle date du Permien.

## Description
L'holotype mesure 120 mm.

## Étymologie
Cette espèce est nommée en l'honneur de Bernd Tunger.

## Galerie

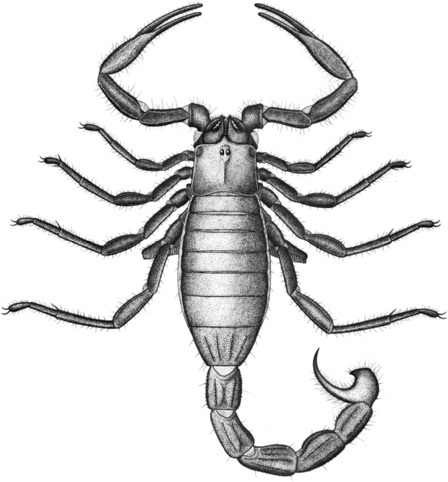
Reconstitution d’Opsieobuthus tungeri
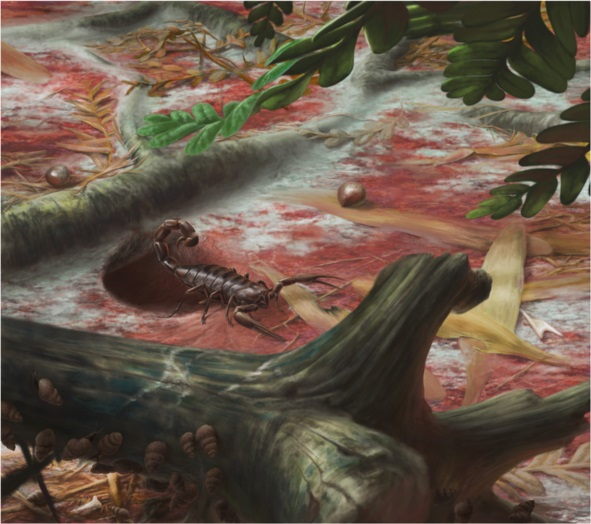
Reconstitution d’Opsieobuthus tungeri dans son environnement

## Publication originale
- Dunlop, Legg, Selden, Fet, Schneider & Rößler, 2016 : « Permian scorpions from the Petrified Forest of Chemnitz, Germany. » BMC Evolutionary Biology, vol. 16, no 1, p. 1-16.